# Мелес (річка)
Мелес (тур. Meles Çayı) — невелика берегова річка в Малій Азії, в Лідії. Бере початок в 18 км на південь від сучасного міста Ізміра в Туреччині, на південному схилі Кадіфекале (в давнину Пагос, дав.-гр. Πάγος), перетинає територію Ізміра і впадає в Ізмірську затоку. Наближаючись до Ізміру Мелес ділиться на два рукави, один з яких перетинає передмістя. Трішки нижче розподілу на рукави перекинутий мальовничий «міст караванів», а приблизно в 5 км нижче за течією долина річки пересічена двома античними акведуками (Kızılçullu Su Kemerleri), покритими травертином. Поблизу гирла річку перетинає сучасний автомобільний міст.
Арковий (з однієї кам'яної плити) «міст караванів» через річку Мелес датується 850 роком до н. е. і є найдавнішим мостом, який використовується до цього часу. Міст караванів відвідували композитор Огінський і співак Шаляпін під час візиту в Смирну.
У давнину річка називалася Меле (Меліт, лат. Meles, дав.-гр. Μέλης). При джерелах Мілета в печері Гомер ніби писав свої пісні; звідси й прізвисько Мелесіген (Μελήσιγενής) — «народжений Мелетом», також «мелетські твори» (Meleteae chartae). Затока, в яку впадала річка, називався Мелетською (Μελήτου κόλπος). Згідно Псевдо-Геродоту («Життя Гомера») мати Гомера Крефеїда була мешканкою еолійського міста Кими і народила Гомера на річці Меле. Псевдо-Плутарх, Піндар і Стесімброт повідомляють, що батьками Гомера були річковий бог Меле і німфа Крефеїда в Смирні. Після того, як Мелесіген (або Мелесіанакт) осліп, його стали звати «гомером», як називали сліпців на еолійському діалекті давньогрецької мови. Згідно з іншим життєписам Ὅμηρος означало «заручник».
Страбон повідомляє, що річка текла неподалік від стін Смирни. У Смирні був культ Гомера. Існував Гомерій — чотирикутний портик з храмом Гомера і його дерев'яною статуєю. Також в Смирні мідна монета чеканилася, звана гомерієм.